# Henry Sers
Pour les articles homonymes, voir Sers.
Henry Sers, né le 14 décembre 1912 à Saint-Denis, de La Réunion, et mort le 3 avril 1981 dans le 11e arrondissement de Paris, est un avocat et homme politique français.

## Biographie

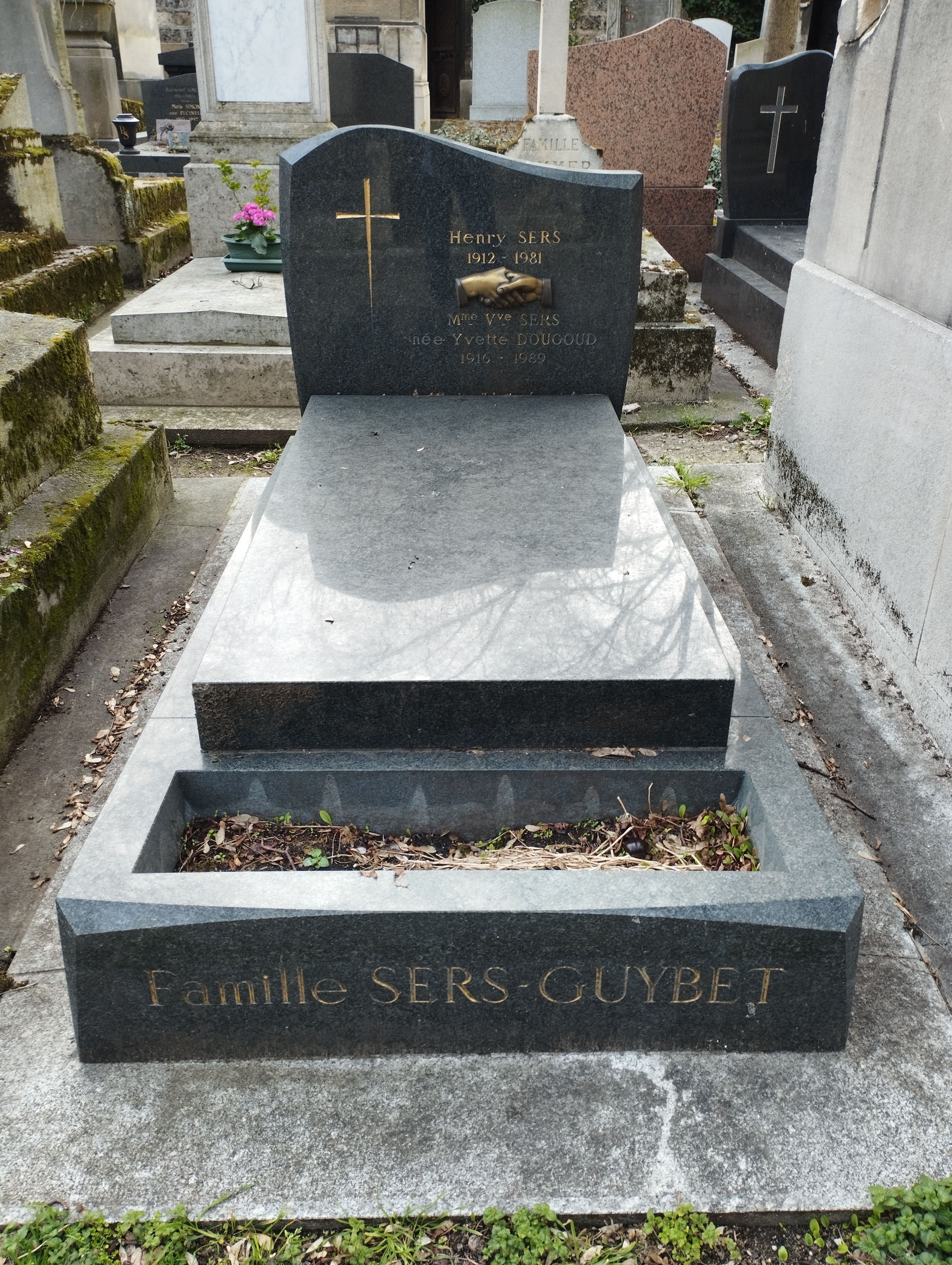
Tombe de Henry Sers au cimetière du Père-Lachaise (division 73).

Suppléant de Michel Debré nommé au gouvernement, il entre à l'Assemblée nationale comme député de La Réunion le 9 février 1966 et achève son mandat le 1er avril 1973.
Il est aussi bâtonnier de l'ordre des avocats de La Réunion[Quand ?].
Il est inhumé au cimetière du Père-Lachaise (division 73).